# Ngô Xuân Sơn
Ngô Xuân Sơn (sinh ngày 17 tháng 1 năm 1997) là một cầu thủ bóng đá người Việt Nam hiện đang thi đấu ở vị trí thủ môn cho câu lạc bộ Viettel tại V.League 1.

## Danh hiệu

### Câu lạc bộ
Viettel F.C
- V.League 2

 Á quân : 2016

### Đội tuyển quốc gia
U-21 Việt Nam
- Giải bóng đá U-21 Quốc tế Báo Thanh niên

 Á quân :  : 2017